# Glenea mona
Glenea mona là một loài bọ cánh cứng trong họ Cerambycidae.